# 卡萨莱托-洛迪贾诺
卡萨莱托-洛迪贾诺（義大利語：Casaletto Lodigiano），是意大利洛迪省的一个市镇。总面积9平方公里，人口2614人，人口密度290.4人/平方公里（2009年）。ISTAT代码为098008。